# National Rugby League 1917
La New South Wales Rugby Football League de 1917 fue la décima temporada del torneo de rugby league más importante de Australia.

## Formato
Los clubes se enfrentaron en una fase regular de todos con todos en condición de local y de visitante, el equipo mejor ubicado al terminar la fase regular se corona campeón del torneo.
Se otorgaron 2 puntos por el triunfo, 1 por el empate y ninguno por la derrota.

## Desarrollo

### Tabla de posiciones
| Pos. | Equipo                  | Encuentros | Encuentros | Encuentros | Encuentros | Tantos | Tantos | Tantos | Puntos |
| Pos. | Equipo                  | PJ         | PG         | PE         | PP         | F      | C      | Dif    | Puntos |
| ---- | ----------------------- | ---------- | ---------- | ---------- | ---------- | ------ | ------ | ------ | ------ |
| 1    | Balmain                 | 14         | 13         | 0          | 1          | 269    | 61     | +208   | 26     |
| 2    | South Sydney            | 14         | 9          | 0          | 5          | 236    | 143    | +93    | 18     |
| 3    | Western Suburbs Magpies | 14         | 7          | 1          | 6          | 162    | 160    | +2     | 15     |
| 4    | Newtown Jets            | 14         | 7          | 1          | 6          | 114    | 123    | -9     | 15     |
| 5    | Glebe                   | 14         | 8          | 0          | 6          | 207    | 165    | +42    | 14     |
| 6    | Eastern Suburbs         | 14         | 7          | 0          | 7          | 131    | 145    | -14    | 14     |
| 7    | Annandale               | 14         | 1          | 2          | 11         | 71     | 214    | -143   | 6      |
| 8    | North Sydney Bears      | 14         | 2          | 0          | 12         | 90     | 269    | -179   | 4      |

|  | Campeón. |

| Bandera de Australia |
| Campeón Balmain      |
| Tercer título        |